# Dom na wulkanie
Dom na wulkanie (ros. Дом на вулкане) – radziecki film niemy z 1929 roku w reżyserii Hambarcuma Beknazariana.

## Fabuła
Stary Petros przypomina sobie okrutnie stłumiony strajk pracowników przemysłu naftowego w Baku. Opowiada o tym wydarzeniu swojemu przybranemu synomi Abbasowi.

## Obsada
- Hyraczia Nersisjan jako Petros
- Tigran Ajwazjan jako Gilman Gukasow
- Tatiana Machmurian jako Maro
- W. Manuchina jako Sona
- M. Garagasz
- Dmitrij Kipiani jako Gieorgij
- Pawieł Jesikowski jako rosyjski robotnik
- Ələsgər Ələkbərov jako Hasan, robotnik
- Salman Dadaşov jako Abbas, syn Hasana
- Aleksandr Szyraj jako Wołodia, kowal
- W. Makuchina jako Fatima
- Michaił Michajłow